# Jan Kuf
Jan Kuf (Praga, 11 maggio 1991) è un pentatleta ceco. Campione mondiale nella staffetta mista a Berlino 2015 e europeo nell'individuale e nella staffetta mista a Sofia 2016.

## Biografia
Ha rappresentato la Rep. Ceca ai Giochi olimpici estivi di Rio de Janeiro 2016, dove si è piazzato al trentaseiesimo posto nella gara maschile.

## Palmarès
- Mondiali:

Varsavia 2014: bronzo nell'individuale;
Berlino 2015: oro nella staffetta mista;
Città del Messico 2018: argento nella staffetta maschile;
- Europei:

Sofia 2012: bronzo a squadre;
Drzonków 2013: argento nella staffetta;
Székesfehérvár 2014: bronzo a squadre;
Bath 2015: bronzo a squadre;
Sofia 2016: oro nell'individuale; oro nella staffetta mista;